# 道格拉斯C-124
道格拉斯C-124“环球霸王II”（Douglas C-124 Globemaster II）是二战后一款重型运输机，由道格拉斯飞机公司研制。
昵称为“Old Shaky”。该机以二战时的道格拉斯C-74“环球霸王”运输机为基础，并汲取了从“柏林空运”中得到的经验教训。

## 設計與發展
道格拉斯飛機公司從 1947 年到 1949 年，基於二戰時設計的道格拉斯 C-74 Globemaster 製造的原型，以及柏林空運期間吸取的經驗教訓，發展出 C-124，配備四部普惠 R-4360 Wasp Major 活塞發動機，每台發動機的功率為 3,800 馬力（2,800 千瓦）。此外 C-124 的設計特點是兩個大型貝殼式開合門、一個液壓驅動的機頭坡道，以及一個位於後機身下方的貨物升降梯。 C-124 能夠承載 68,500 磅（31,100公斤）的貨物，77 英尺（23 米）的貨艙頂部有兩部起重機，每台起重機能夠提舉 8,000 磅（3,600公斤）的重量。承載貨物時可以運載坦克、大砲、卡車和其他重型設備；載運人員時其雙層甲板可以搭載 200 名全副武裝的士兵，或 127 名擔架病人及其看護。本型機推出時，是當時唯一能夠運輸完整組裝的重型設備（如坦克和推土機）的飛機。
C-124 於 1949 年 11 月 27 日首飛，C-124A 於 1950 年 5 月交機。 接著推出的是 C-124C，具有更強大的發動機，以及安裝在機頭“頂針”狀結構中的 APS-42 氣象雷達，翼尖加裝加熱器以加熱機艙，並為機翼和尾翼表面除冰。 C-124A 後來也加裝了這些配備。
一架 C-124C（52-1069）被改裝為 JC-124C ， 在機頭安裝了普惠 XT57 (PT5) 渦輪螺旋槳發動機，出力 15,000 shp（11,000 kW），做為測試。

## 操作歷史

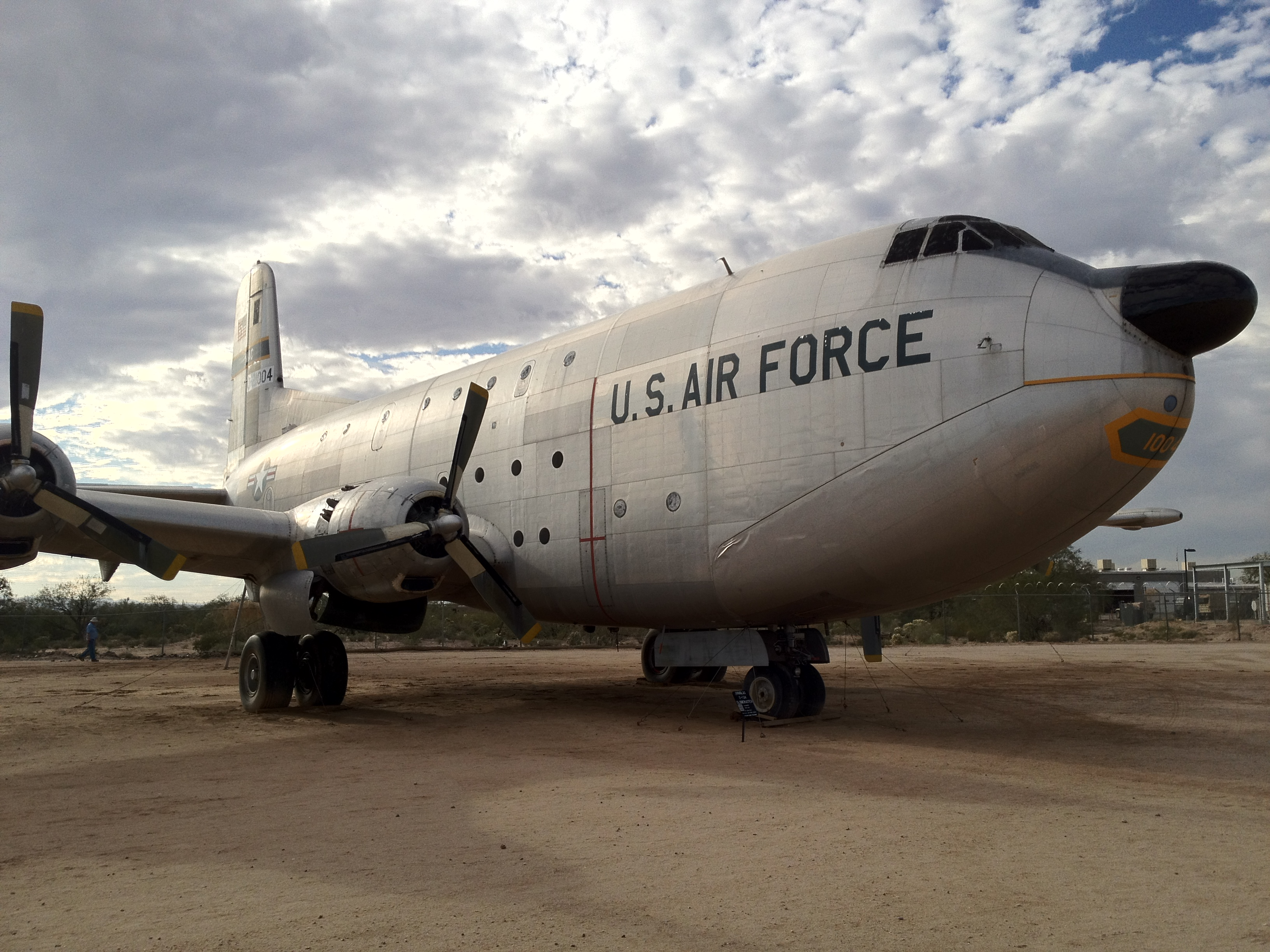
C124的機鼻與前門。

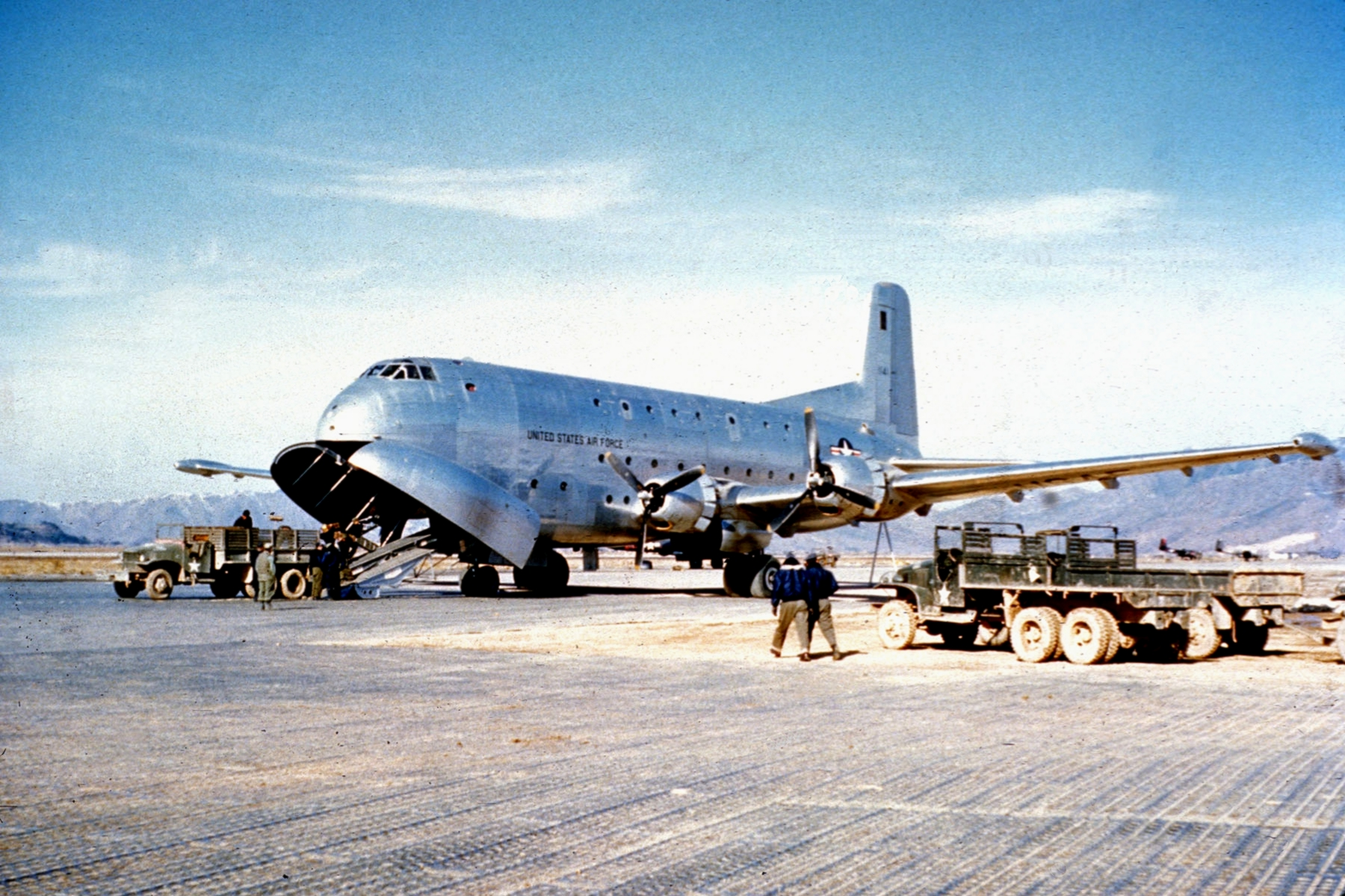
韓戰期間的 C-124A 早期型號。

本型機共量產448 架，第一批於 1950 年 5 月開始交機，一直持續到 1955 年。C-124 投入韓戰，也用於協助南極洲的補給行動，並在全世界（包括東南亞、非洲等地）為美國軍方進行貨運業務。在 1959 年到 1961 年，負責將雷神導彈越過大西洋運送到英國。 C-124 在越南戰爭期間也大量用於從美國空運物資到越南。在 C-5A 入役之前，C-124 及其姊妹型 C-133 Cargomaster ，是唯一可以運輸超大負載的飛機。
美國空軍的戰略空軍司令部 (SAC) 是 C-124 的最初使用者，從 1950 年到 1962 年使用了 50 架，編入四個中隊（第一、第二、第三和第四戰略支援中隊），負責在空軍基地之間運輸核武器，並在演習和海外部署任務中運輸 SAC 的人員和設備。
軍用空運服務（Military Air Transport Service，MATS）是主要的使用者；該單位在 1966 年 1 月更名為軍用空運司令部 （Military Airlift Command，MAC）。在 MAC 成立後的幾年內，剩餘的C-124 被轉移到後備空軍（Air Force Reserve） 和空軍國民兵 （Air National Guard，ANG），據稱轉移在 1970 年完成。第一個接收C-124C的空軍國民兵單位是喬治亞州的第 165 戰術空運大隊（現稱為第 165 空運聯隊），在1974年九月將52-1066 和 53-0044號機退役，成為最後一個退役C-124的空軍部隊。

## 事故
- 1951年3月23日，一架从美国新墨西哥州沃克空军基地起飞并飞往英国的C-124A型飞机在大西洋上空起火。机组在海上迫降成功，但是等到救援队因天气原因延后到达海域时，未能发现该飞机，并在之后宣布该飞机失踪。
- 1952年11月22日，一架从刘易斯-麦克德联合基地起飞的C-124A型飞机在阿拉斯加的甘内特峰撞山坠毁。事故导致41名乘客和11名机组人员全部遇难。
- 1953年6月18日，一架从日本立川空军基地起飞的C-124A型飞机在起飞后不久因一台引擎熄火而紧急返航，但在返航途中因失速坠毁。事故造成122名乘客和7名机组人员全部遇难。